# Tvashtar
Tvashtar (Tvastar) är en gestalt i indisk mytologi.
Tvashtar sägs vara den som tillverkar guden Indras främsta attribut, åskviggarna, och brygger den dryck, Soma, som ger Indra hans makt. Det är också han som tillverkar Indras dryckesbägare. Möjligen är han också släkt med guden. 
Tvashtar hör sannolikt till ett äldre skikt inom den indiska gudavärlden och har därför liksom till exempel Dyaus och Trita (Aptya) rätt tidigt utträngts av nyare gudafigurer. I det senare mytologiska systemet inordnas han ofta bland de 12 Adityas; men i "Rigveda" omtalas han företrädesvis som gudarnas konstnär, i nära sammanhang och, som det tycks, nära besläktad med Rbhuerna. Han hade förfärdigat gudarnas bägare, vilken dessa senare omgjorde till fyra andra. Tvashtar sägs också ha smitt Indras åskvigge eller blixtvapen (sanskr. vajra) av häst-rsin Dadhyanes ben. 
Ingen av "Rigvedas" hymner är uteslutande ägnad Tvashtar, men han nämns dock jämförelsevis ofta och anropas som den där danar (kalpayati) och befordrar säden och födelsen hos allt levande. I hans följe nämns särskilt Gnas (Devapatnis), de så kallade gudahustrurna. Detta förhållande gör, att man rimligast bör karakterisera Tvashtar, vars ursprungliga väsen varit mycket omstritt, som en ursprunglig fruktbarhetsgud, väsensbesläktad med Varuna.
De myter, som den senare litteraturen bevarat om Tvashtar, sysselsätter sig företrädesvis med hans barn och förhållande till Indra, såsom vars fader han redan i den äldsta litteraturen uppträder. Hans dotter Saranyu blev förmäld med (solguden) Vivasvant och födde tvillingparet Yama och Yami, varefter hon antog gestalt av en häst och flydde bort från sin äkta man, som likaledes antog hästgestalt och satte efter henne. De två hästarna avlade ett nytt tvillingpar, Nasatya och Dasra, d.v.s. Acviner. Hans son Triciras ("Trehuvud") eller Vishvarupa ("Omniformis") blev dräpt av Indra, varför Tvashtar för att hämnas undanhöll Indra somadrycken.
Ur virrvarret av myter (och folksagor) framblickar en äldre hästgestaltad fruktbarhetsgud, som står i förhållande till den ursprungliga fruktbarhetsgudinnan (Jorden) eller substitut därför. 
Namnet Tvasthar torde vara besläktat med Hefaistos, namnet på grekernas smedgud. Rollen som gudarnas smed upptas av olika gudar eller väsen i europeiska myter; vi finner bl.a. Vulcanus hos romarna, Ilmarinen i finsk folktro Kalevala och dvärgarna som smider gudarnas vapen och fordon i nordisk mytologi.
Asteroiden 2491 Tvashtri är uppkallad efter honom.
Tvashtar är även namnet på en vulkan på Jupiters måne Io. Den är mycket aktiv och väller ut svavel från månen inre och ut på dess yta. NASAs sond New Horizons, som är på väg mot Pluto och Charon, har tagit en bild på denna aktiva vulkan.